# Федорівка (заказник)
Фе́дорівка — ландшафтний заказник місцевого значення в Україні. Розташований в межах Шептицького району Львівської області, між селами Пісочне, Шихтарі, Тудорковичі та Угринів. 
Площа 1409 га. Оголошений відповідно до рішення Львівської облради від 9.10.1984 року, № 495. Перебуває у віданні Радехівський ДЛГ, Сокальське лісництво. 
Створений з метою збереження цінних дубових і соснових лісів у північній частині Сокальського пасма, у долині річок Західний Буг і Варяжанка. 
Рельєф заказника рівний (північна частина) і слабохвилястий (південна частина). У трав’яному покриві зростають: конвалія, медунка темна, куничник наземний і очеретяний, плаун баранець, чина весняна, вороняче око, папороть чоловіча і жіноча, горлянка повзуча, зеленчук, розхідник звичайний, тонконіг гайовий, осока волосиста, кропива дводомна, материнка звичайна, деревій, чорниця, зозулин льон, валеріана лікарська, чебрець звичайний тощо. 
В заказнику водяться цінні види мисливської фауни.

## Галерея

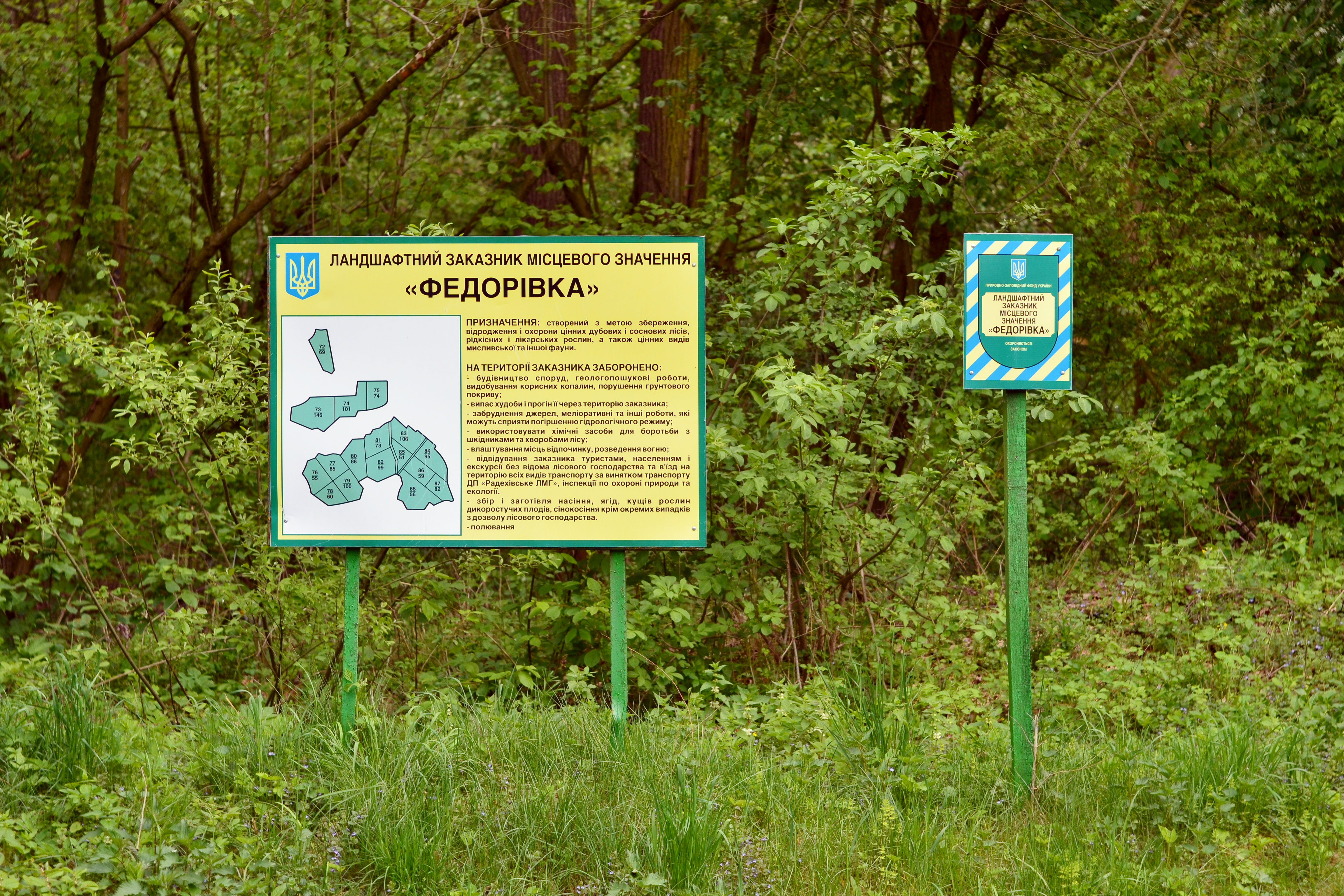
Охоронна дошка зі сторони с. Тудорковичі
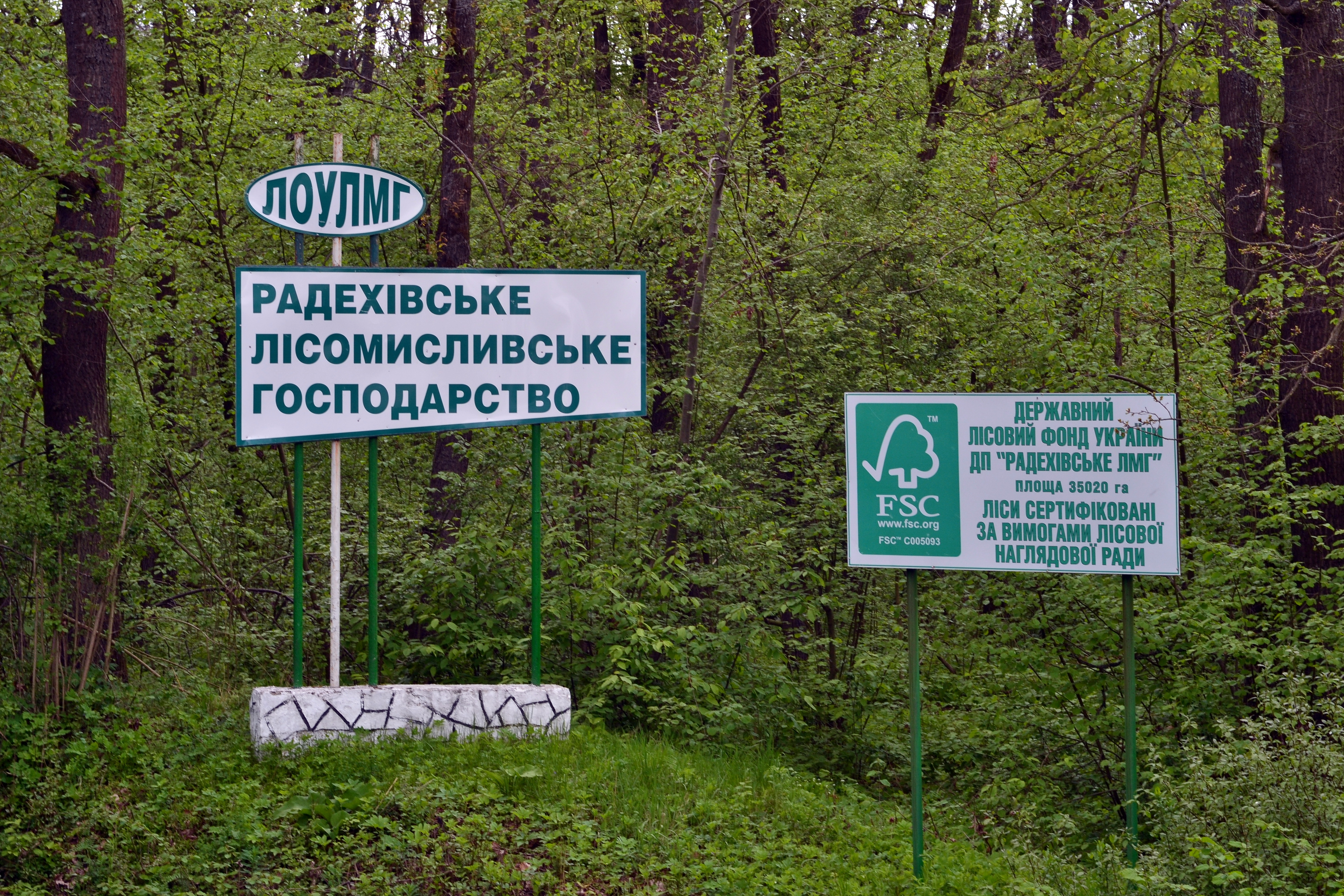
Інформаційні дошки зі сторони с. Литовеж
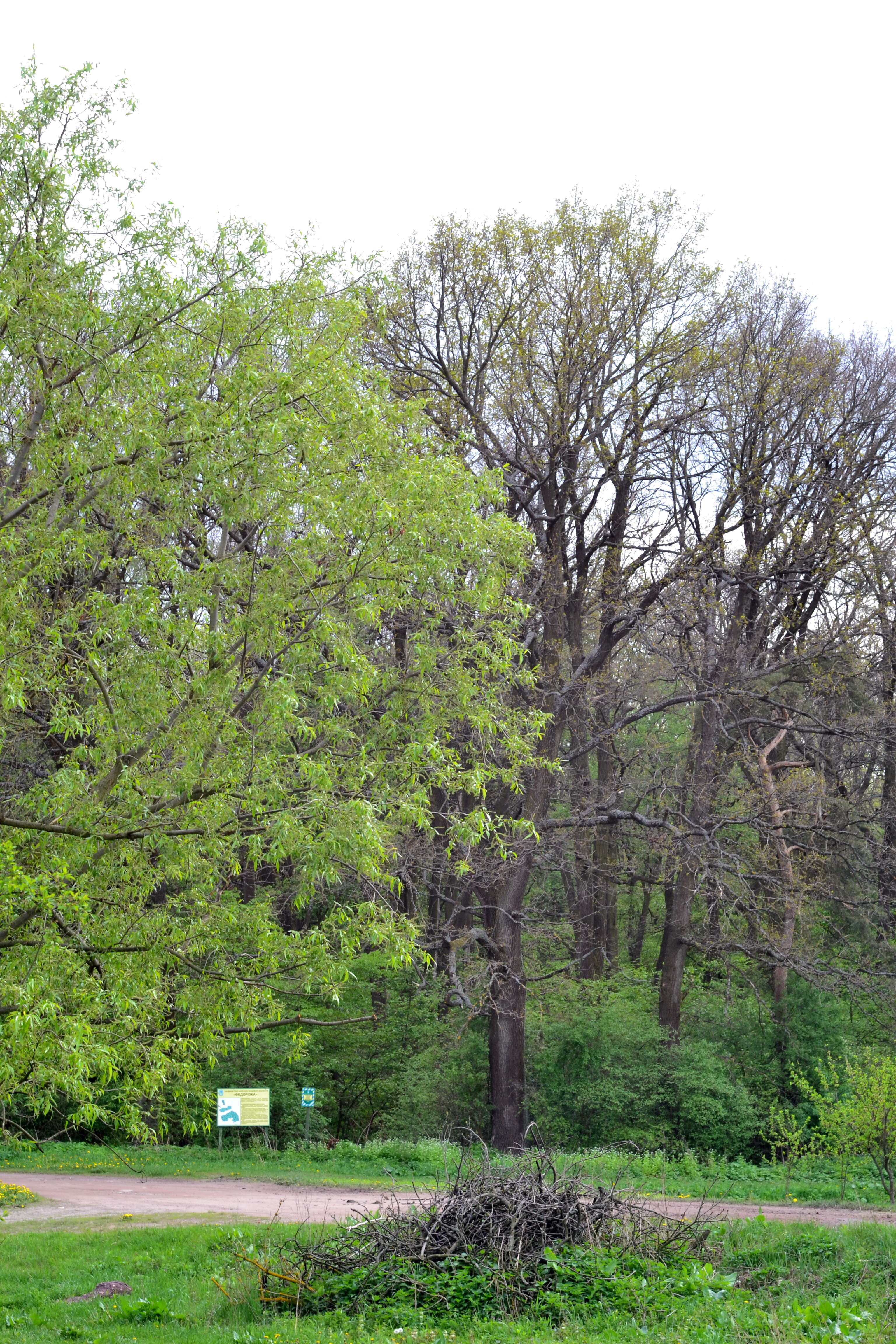
Охоронна дошка зі сторони с. Шихтарі
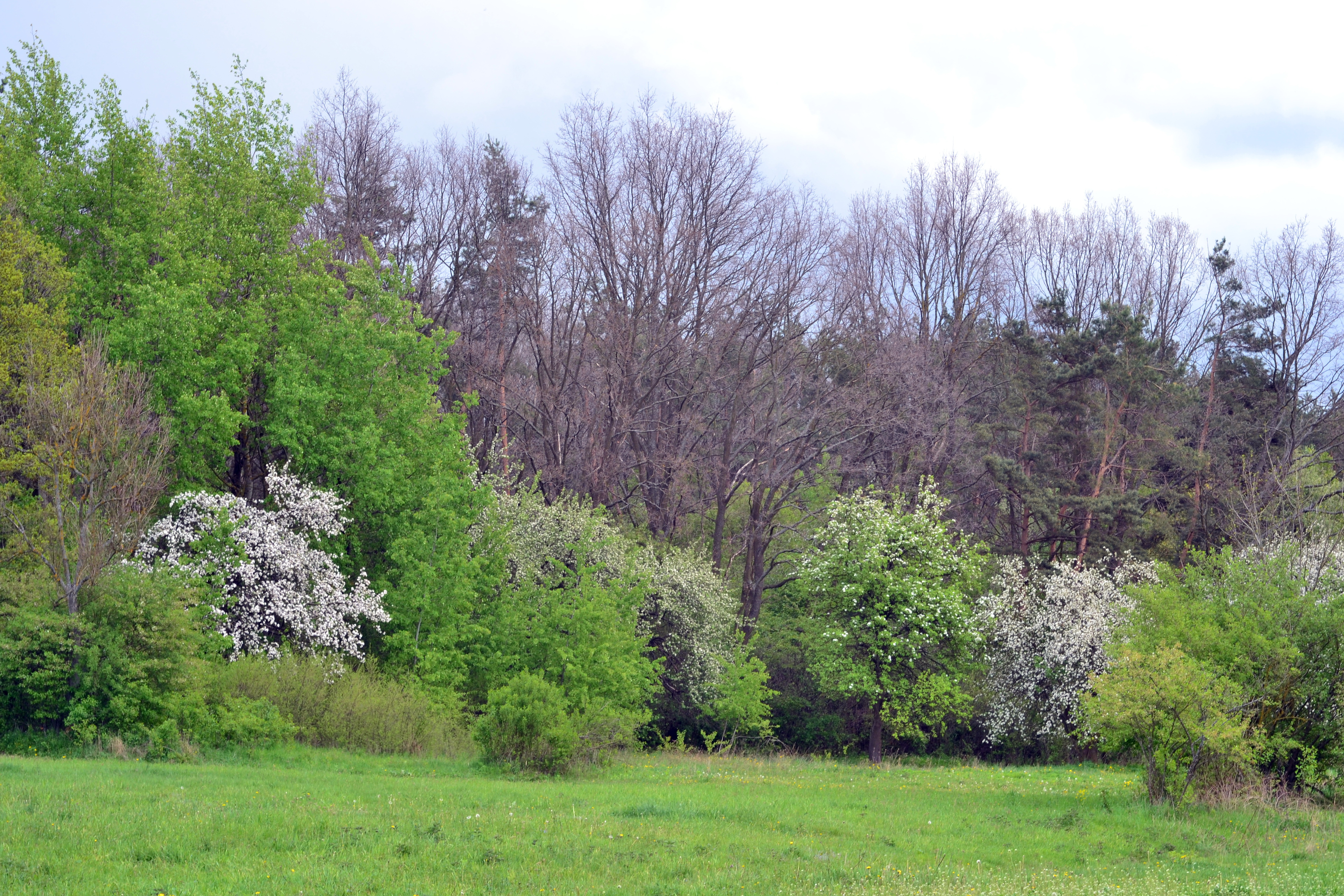
Вигляд зі сторони с. Шихтарі
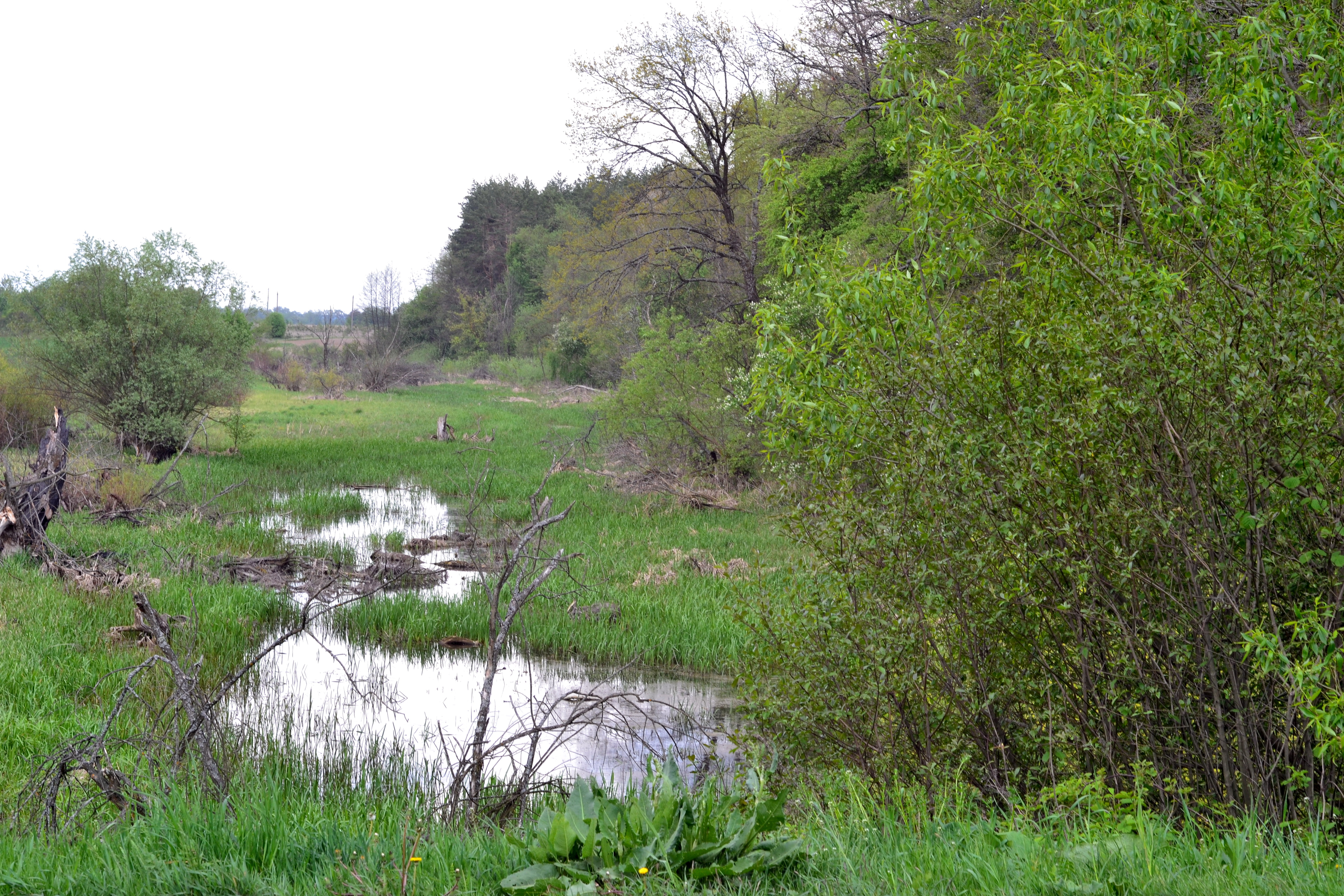
Вигляд з дороги із с. Литовеж
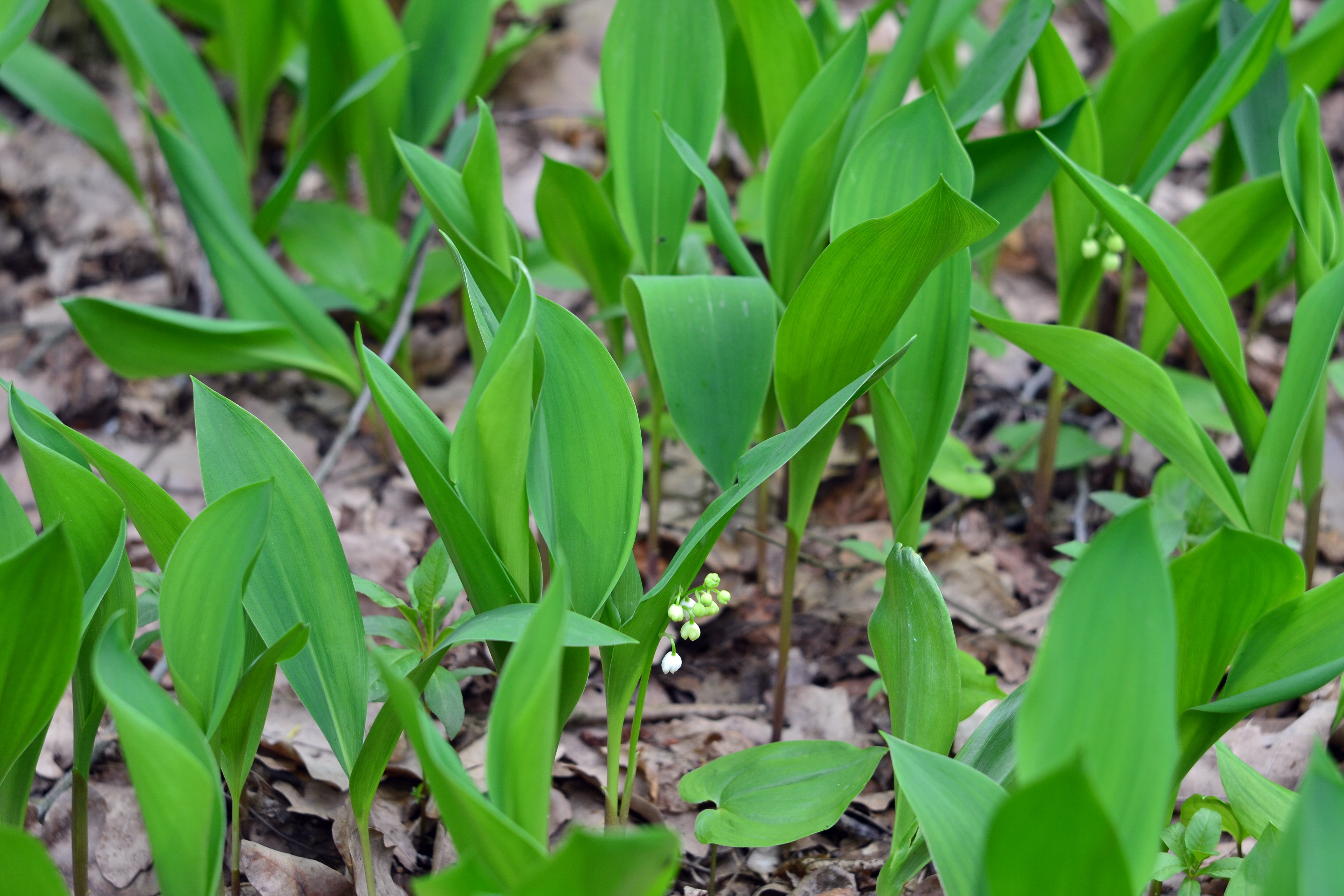
Конвалія звичайна
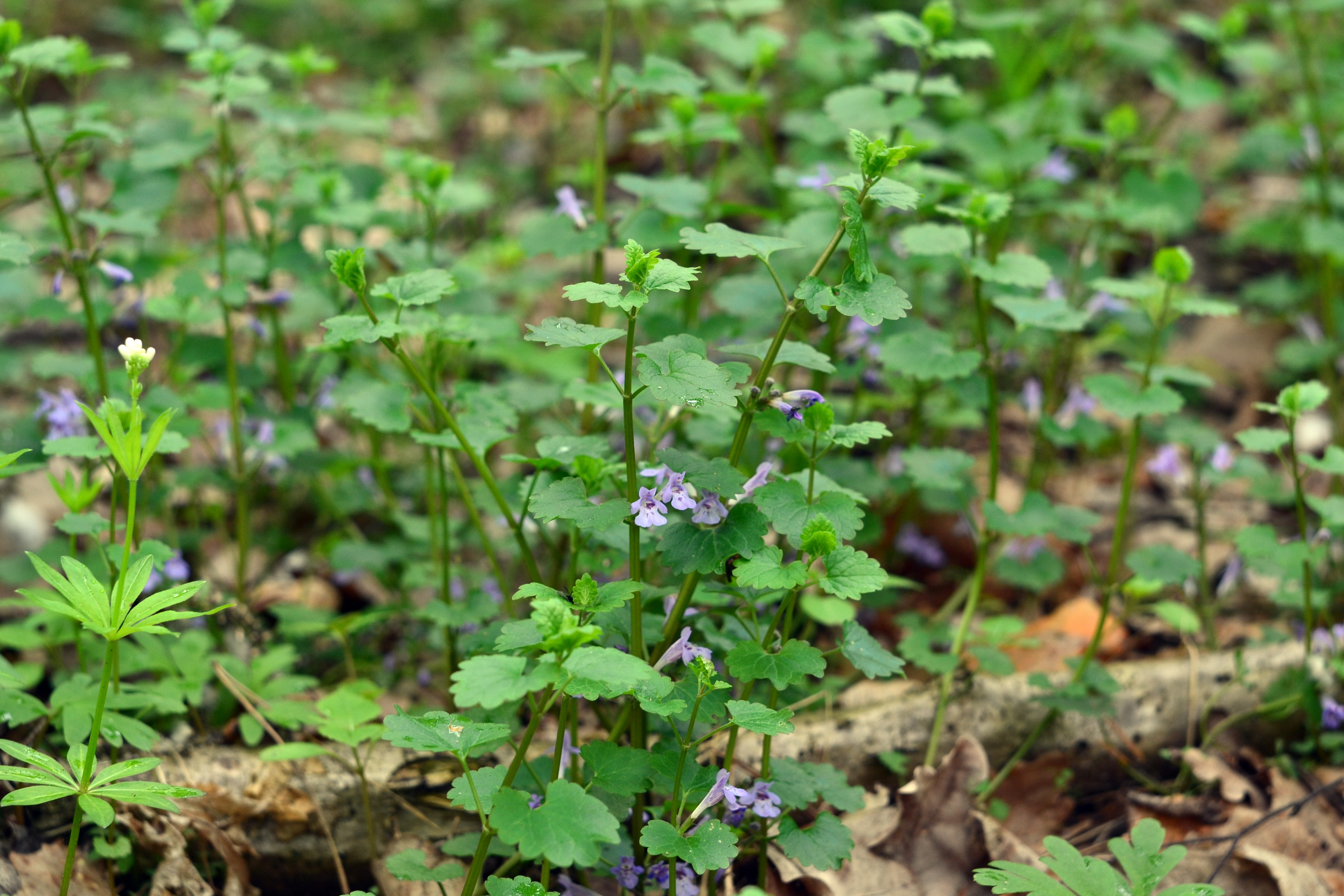
Розхідник звичайний
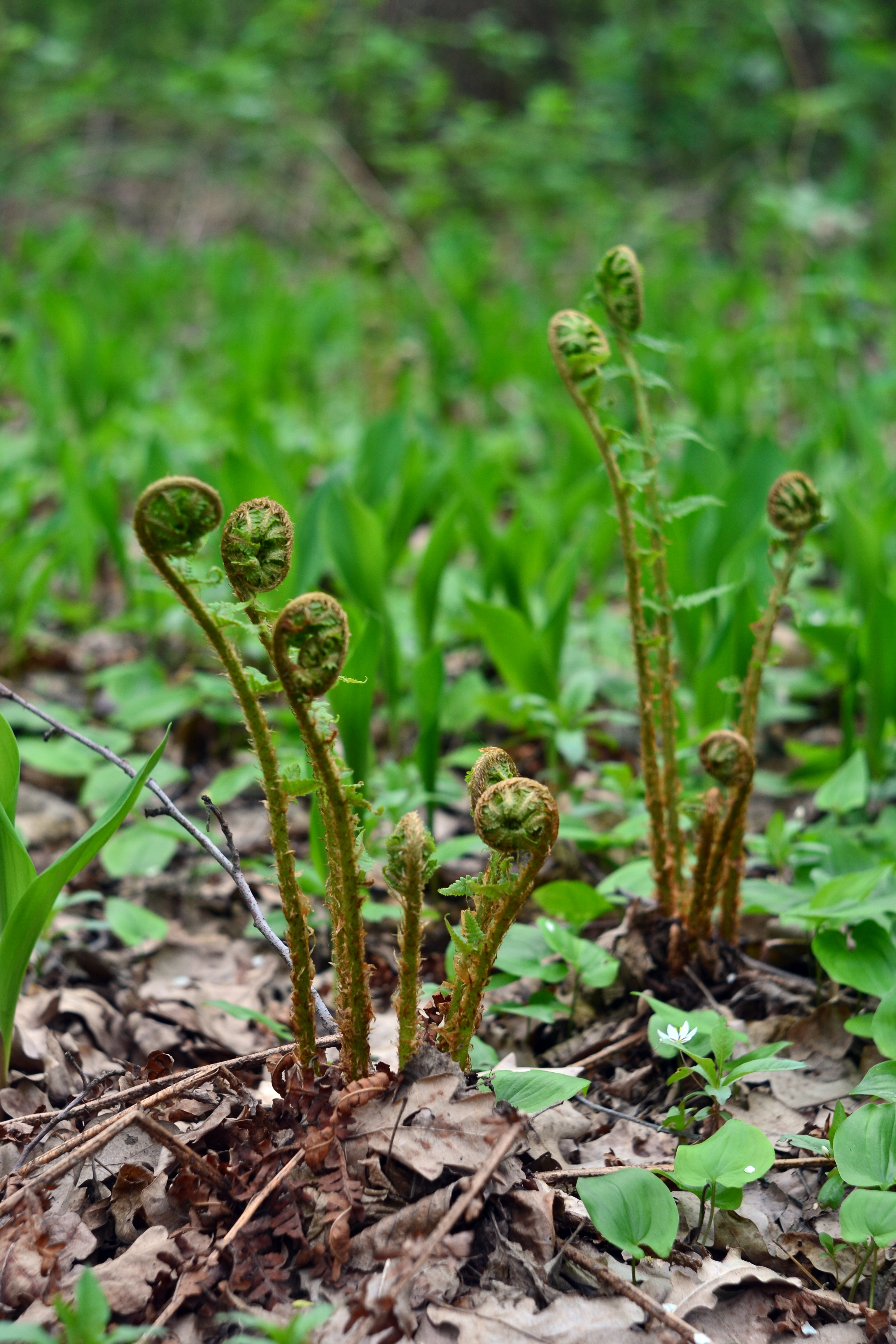
Молоді пагони папороті
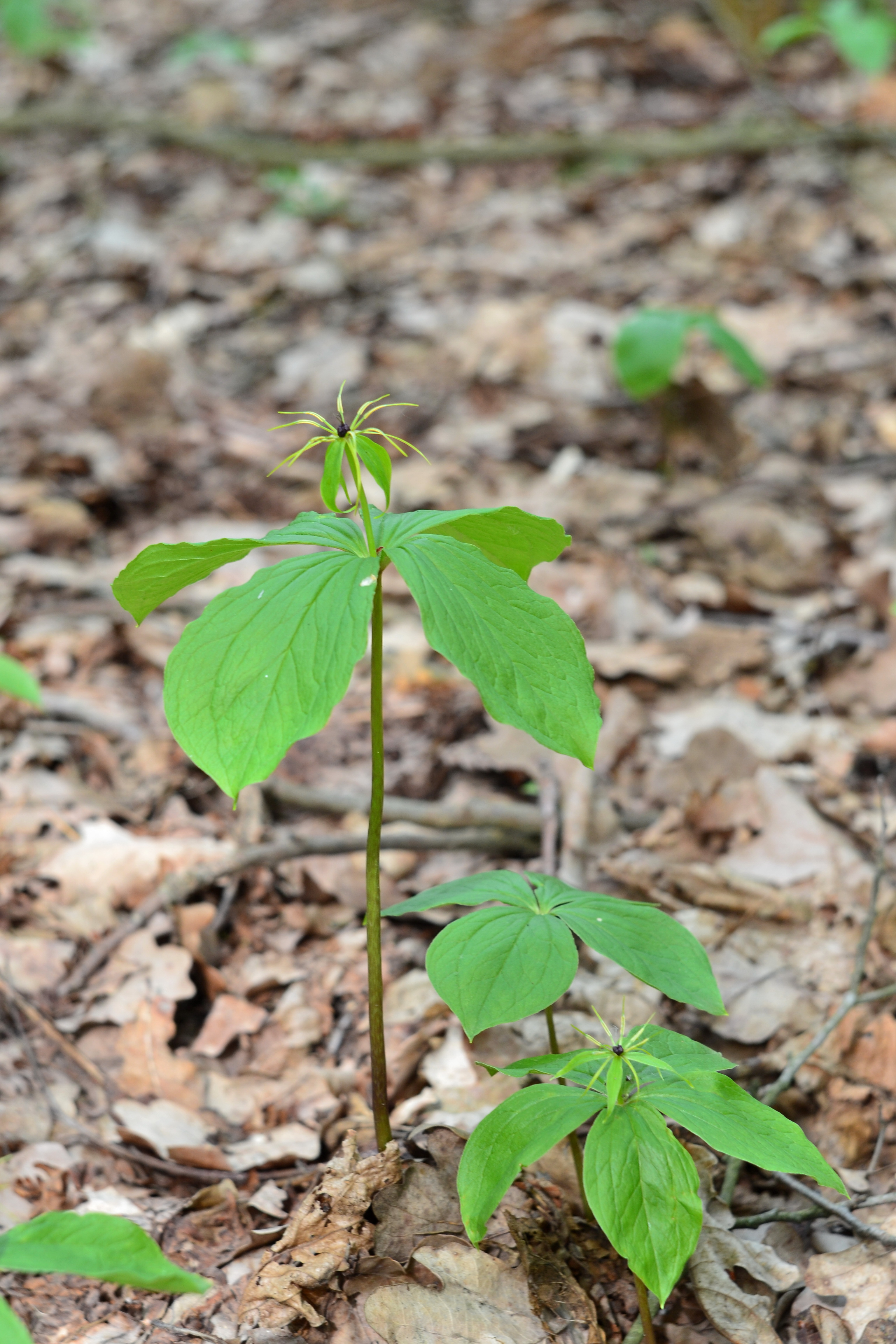
Вороняче око звичайне